# Jerzy Kowalski (prawnik)
Jerzy Kowalski (ur. 27 kwietnia 1923 w Czerwińsku nad Wisłą, zm. 22 września 2017) – polski prawnik, profesor nauk prawnych, profesor zwyczajny Uniwersytetu Warszawskiego specjalista w zakresie prawa administracyjnego i teorii prawa.

## Życiorys
Był żołnierzem Armii Krajowej, więźniem obozów koncentracyjnych Auschwitz-Birkenau i Buchenwaldzie.
Studia ukończył na Uniwersytecie Warszawskim w 1949 roku, tam też w roku 1959 obronił pracę doktorską, a w 1963 uzyskał stopień doktora habilitowanego. Tytuł profesora nadzwyczajnego nadała mu Rada Państwa w 1969, a tytuł profesora zwyczajnego w 1983 roku. Był nauczycielem akademickim i prodziekanem Wydziału Prawa i Administracji Uniwersytetu Warszawskiego.
Został zatrudniony w Wydziale Nauk Społecznych i Administracji Wyższej Szkoły Informatyki, Zarządzania i Administracji w Warszawie.

## Wybrane publikacje
- Konstytucje Polski XVIII-XX wieku a europejska tradycja konstytucyjna (2014)
- Konstytucja Federacji Rosyjskiej a rosyjska i europejska tradycja konstytucyjna (2009)
- Państwo prawa : demokratyczne państwo prawne : antologia (oprac., 2008)
- Polskie prawo gospodarcze publiczne : wprowadzenie (2007)
- Unia Europejska : proces integracji europejskiej i zarys problematyki instytucjonalno-prawnej (współautor: Zenon Ślusarczyk, 2006)
- Wstęp do prawoznawstwa (1979, 1984, 1991)
- Teoria państwa i prawa (współautorzy: Wojciech Lamentowicz, Piotr Winczorek, 1986)
- Problemy rozwoju demokracji socjalistycznej w PRL (współautorzy: Barbara Radzikowska, Piotr Winczorek, 1981)
- Demokracja burżuazyjna a demokracja socjalistyczna (1978)
- Wstęp do nauk o państwie i prawie (1966, 1967, 1968, 1970, 1971, 1973, 1976, 1977)
- Społeczeństwo a państwo socjalistyczne (red., 1972)
- Teoria państwa i prawa : wybór tekstów. Cz. 2, Teoria państwa (współautor: Stanisław Ehrlich, 1968, 1970, 1971, 1972)
- Teoria państwa i prawa : wybór tekstów. Cz. 1, Teoria prawa (współautor: Stanisław Ehrlich, 1967, 1971)
- Państwo, naród, demokracja socjalistyczna w PRL (red. wspólnie z L. Lisiakiewicz, 1970)
- Podstawy nauk politycznych. Z. 1, Ogólne wiadomości o państwie i prawie (1966)
- Podstawy nauk politycznych. Z. 2, Zagadnienia ustrojowo-polityczne i gospodarcze Polski Ludowej (współautor, 1966)
- Psychologiczna teoria prawa i państwa Leona Petrażyckiego (1963)
- Funkcjonalizm w prawie amerykańskim : studium z zakresu pojęcia prawa (1960)
- Amerykański funkcjonalizm prawniczy (1959)[6]